# Corticium pteridophilum
Corticium pteridophilum är en svampart som beskrevs av G. Cunn. 1963. Corticium pteridophilum ingår i släktet Corticium och familjen Corticiaceae.   Inga underarter finns listade i Catalogue of Life.